# Stenometopiellus angorensis
Stenometopiellus angorensis är en insektsart som beskrevs av Aleksey A. Zachvatkin 1946. Stenometopiellus angorensis ingår i släktet Stenometopiellus och familjen dvärgstritar. Inga underarter finns listade i Catalogue of Life.